# بريان أورمينو
بريان أورمينو (بالإسبانية: Bryan Ormeño)‏ هو مدرب كرة قدم ولاعب كرة قدم تشيلي في مركز ظهير ‏، ولد في 11 مايو 1993 في تشيلي. لعب مع نادي أونيفرسيداد كاتوليكا.